# UIC-Ländercode
Der UIC-Ländercode ist eine Kennzahl für Staaten, unter anderem bei Schienenfahrzeugen.

## Fahrzeuge
Mit dem UIC-Ländercode wird das Herkunftsland eines Fahrzeugs festgelegt. Der Code wird vom Internationalen Eisenbahnverband (UIC, gegründet 1922) vergeben und im Merkblatt 920-14 veröffentlicht. Er ist Bestandteil der Eindeutigen Fahrzeugnummer von Eisenbahnfahrzeugen, welche von OTIF und ERA geregelt werden und für Europa und verschiedene Länder Asiens und Nordafrikas gelten.
Bei der Einführung von zwölfstelligen, europaweit einheitlichen Wagennummern durch die UIC entsprach die dritte und vierte Ziffer dem Eigentumscode, wobei die Zehnerstelle die Mitgliedschaft in internationalen Eisenbahnverbänden kennzeichnete. Die 50 stand beispielsweise für die Deutsche Reichsbahn als Vollmitglied in UIC und OSShD. Seit der Einführung des EDV-gerechten Fahrzeugnummernsystems ab 1964 galt für das Eigentumsmerkmal, dass die zweite Ziffer nicht größer als die erste sein darf, um Fehler durch Zahlendreher zu vermeiden. Mit dem Zerfall der Sowjetunion und Jugoslawiens musste diese Festlegung aufgegeben werden, da der Nummernvorrat sonst nicht mehr ausgereicht hätte. Ab 2006 enthielt die Fahrzeugnummer statt des Eigentumscodes den Ländercode, der Schienenfahrzeughalter wird seitdem mit der Fahrzeughalterkennzeichnung, einem maximal fünfstelligen Buchstabencode angezeigt.
Bei der Aufnahme Afghanistans in die UIC kam es zu einem Problem: man hatte dem Land die „68“ als Länderkennzeichen zugewiesen, ungeachtet der Tatsache, dass diese Kombination bereits als Eigentumscode der AAE Ahaus Alstätter Eisenbahn AG verwendet wurde, welcher an vielen Güterwagen Verwendung fand. Man entschied, die Doppelbelegung zu belassen. So finden sich noch heute Fahrzeuge, die eine deutsche Zulassung, jedoch einen afghanischen Ländercode tragen.

## Internationale Bahnhofsnummer
Die ersten beiden Ziffern der internationalen Bahnhofsnummer sind dieselben, die für ein Schienenfahrzeug gelten.

## Liste der Ländercodes
| Kennzahl | Land                    |
| -------- | ----------------------- |
| 10       | Finnland                |
| 20       | Russland                |
| 21       | Belarus                 |
| 22       | Ukraine                 |
| 23       | Moldau                  |
| 24       | Litauen                 |
| 25       | Lettland                |
| 26       | Estland                 |
| 27       | Kasachstan              |
| 28       | Georgien                |
| 29       | Usbekistan              |
| 30       | Nordkorea               |
| 31       | Mongolei                |
| 32       | Vietnam                 |
| 33       | China                   |
| 40       | Kuba                    |
| 41       | Albanien                |
| 42       | Japan                   |
| 44       | Bosnien und Herzegowina |
| 49       | Bosnien und Herzegowina |
| 50       | Bosnien und Herzegowina |
| 51       | Polen                   |
| 52       | Bulgarien               |
| 53       | Rumänien                |
| 54       | Tschechien              |
| 55       | Ungarn                  |
| 56       | Slowakei                |
| 57       | Aserbaidschan           |
| 58       | Armenien                |
| 59       | Kirgisistan             |
| 60       | Irland                  |
| 61       | Südkorea                |
| 62       | Montenegro              |
| 65       | Nordmazedonien          |
| 66       | Tadschikistan           |
| 67       | Turkmenistan            |
| 68       | Afghanistan             |
| 70       | Vereinigtes Königreich  |
| 71       | Spanien                 |
| 72       | Serbien                 |
| 73       | Griechenland            |
| 74       | Schweden                |
| 75       | Türkei                  |
| 76       | Norwegen                |
| 78       | Kroatien                |
| 79       | Slowenien               |
| 80       | Deutschland             |
| 81       | Österreich              |
| 82       | Luxemburg               |
| 83       | Italien                 |
| 84       | Niederlande             |
| 85       | Schweiz                 |
| 86       | Dänemark                |
| 87       | Frankreich              |
| 88       | Belgien                 |
| 90       | Ägypten                 |
| 91       | Tunesien                |
| 92       | Algerien                |
| 93       | Marokko                 |
| 94       | Portugal                |
| 95       | Israel                  |
| 96       | Iran                    |
| 97       | Syrien                  |
| 98       | Libanon                 |
| 99       | Irak                    |